# خيف البصل
خيف البصل مستوطنة قديمة تقع في العلا غرب المملكة العربية السعودية.

## الوصف
تقع المستوطنة وآثاره الباقية إلى الشمال من مطار المدينة المنورة على طريق تبوك القديم. وتحيط بموقع خيف البصل مرتفعات جبلية تساعد على تجميع مياه السيول والأمطار في هذا المنخفض. وتمثل آثار خيف البصل ضيعة زراعية قديمة على غرار آثار وادي مهلهل ووادي النقمي ووادي السد. وتشتمل هذه الآثار على قنوات مياه تمتد على طول المرتفعات الجبلية٬ وقصرين مستقلين٬ شيد كل منهما من الحجارة الجرانيتية غير المنحوتة٬ والمغطاة بطبقة جصية٬ وهما متشابهان من حيث التخطيط٬ ولكن القصر الشمالي أصغر مساحة من القصر الجنوبي٬ وكل منهما يتوسطه فناء يحيط به سقيفة (روان) يرتكز سقفها على مجموعة من الأعمدة الأسطوانية ذات تيجان مربعة وتقع خلفها الحجرات (الغرف).

## خيف البصل والبناء
المباني السكنية ترتكز في المناطق المرتفعة من جهة الغرب، ومن أبرزها بناءان رئيسان يُشكل كل منهما قصر مستقل أحدهما أكبر من الآخر؛ فالقصر الكبير يقع في الجهة الجنوبية من المزرعة، وقد بُني بحجارة جرانيتية غير منحوتة، وجدرانه توضح أن القصر كانت تغطيه طبقة جصية، وكما يتوسط القصر فناء مكشوف تظهر في وسطه أعمدة جرانيتيه إسطوانية الشكل، وتيجان مربعة، وهذه الأعمدة والتيجان قائمة على الرواق المحيط بالفناء، ومن مخطط البناء يتضح أنهُ يعود إلى القرن الأول من الهجرة، وإلى شماله يوجد قصر أصغر منه حجماً، وقد بُني على طراز القصر الكبير، ويُلاحظ وجود أكوام من الحجارة المقطوعة من الجبال المحيطة التي كأنها وضعت لا ستخدامها في أعمال البناء، ولكنها لم تُستخدم.

## انظر ايضاً
- المدينة المنورة
- خيف الزهرة

## وصلات خارجية
- وادي النقمي..غطّته قبائل غطفان عندما التحقت بالأحزاب في غزوة الخندق.